# Misopat
Misopat, wyżlin (Misopates Raf.) – rodzaj roślin z rodziny babkowatych, dawniej umieszczany zwykle w trędownikowatych (Scrophulariaceae). Obejmuje 7–8 gatunków. Występują one w południowej i zachodniej Europie, północnej i wschodniej Afryce i południowo-zachodniej Azji. W Polsce obecny jest jeden, introdukowany gatunek – misopat polny M. orontium.

## Rozmieszczenie geograficzne
Występują one głównie w rejonie Morza Śródziemnego. Trzy gatunki obecne są w południowej i zachodniej Europie, sięgając na północy po kraje Beneluksu, Szwajcarię, Austrię, Węgry i Ukrainę. Dalej na północy rośnie jeden gatunek jako introdukowany – misopat polny M. orontium, także w Polsce. Rośliny te występują także w północnej Afryce (od Wysp Zielonego Przylądka, Kanaryjskich, Maroka po Egipt) oraz w północno-wschodniej Afryce po Ugandę i Kenię na południu. Zasięg rodzaju obejmuje także południowo-zachodnią Azję – obszar od Azji Mniejszej po Półwysep Arabski, na wschodzie po Indie i Nepal.

## Morfologia
PokrójRośliny zielne, roczne, o pędach prosto wzniesionych i podnoszących się, nagich lub owłosionych szczecinkowato albo gruczołowato.
LiścieW dolnej części pędu naprzeciwległe, w górnej skrętoległe. Pojedyncze, siedzące lub krótkoogonkowe, równowąsko-lancetowate, całobrzegie, na wierzchołku tępe.
KwiatyW górnej części pędu wyrastają na szypułkach. Działek kielicha jest 5, zrośniętych tylko u nasady i nierównych – odosiowa działka jest dłuższa od pozostałych. Korona kwiatu zrośnięta w szeroką rurkę, dwuwargowa, wygięta i często woreczkowato rozdęta, jasnoróżowa, biaława lub kremowa. Pręciki cztery. Zalążnia kulistawa lub jajowata, górna, dwukomorowa, ale z nierównymi komorami.
OwoceTorebki zawierające liczne nasiona z wąskim skrzydełkiem.

## Systematyka
Jeden z rodzajów plemienia Antirrhineae w obrębie babkowatych (Plantaginaceae). Status rodzaju jest niepewny, takson jest wskazywany jako prawdopodobnie wymagający włączenia do rodzaju wyżlin Antirrhinum.
Wykaz gatunków
- Misopates calycinum (Lange) Rothm.
- Misopates chrysothales (Font Quer) Rothm.
- Misopates font-queri (Emb.) Ibn Tattou
- Misopates marraicum D.A.Sutton
- Misopates microcarpum (Pomel) D.A.Sutton
- Misopates oranense (Faure) D.A.Sutton
- Misopates orontium (L.) Raf. – misopat polny[5], wyżlin polny[6]
- Misopates salvagense D.A.Sutton